# Terry Morrison (chính khách)
Terry K. Morrison là một doanh nhân và chính khách người Mỹ đến từ bang Maine. Một người theo đảng Dân chủ, ông đã phục vụ tại Hạ viện Maine từ năm 2008 đến năm 2016, đại diện cho quận 122, trung tâm của quê hương South Portland.
Sinh ra và lớn lên tại Boothbay Harbor, Maine, Morrison chuyển đến Portland khi còn là một thiếu niên và tốt nghiệp Trường Trung học Portland. Sau đó, ông theo học trường Husson College ở Bangor, chuyên ngành kinh doanh. Ông đã từng làm quản lý nhà hàng ở South Portland.
Morrison từ lâu đã hoạt động trong chính trị Maine. Ông từng là phó chủ tịch của Ủy ban Dân chủ Hạt Cumberland và đã hoạt động trong EqualityMaine. Lần đầu tiên ông chạy đua vào văn phòng công cộng vào năm 2008, tìm cách thành công với nhiệm kỳ giới hạn của Larry Bliss tại Nhà quận 122. Morrison đã không thu hút bất kỳ đối thủ chính nào và phải đối mặt với Brian Durham, một đảng Cộng hòa, trong cuộc tổng tuyển cử. Ông đã thắng 67 phần trăm đến 33 phần trăm và nhậm chức vào tháng 12 năm 2008. Ông được tái đắc cử vào năm 2010, 2012 và 2014. Giới hạn nhiệm kỳ đã ngăn ông tìm kiếm một nhiệm kỳ thứ năm vào năm 2016.
Morrison là người đồng tính công khai.